# Narope cyllarus
Narope cyllarus är en fjärilsart som beskrevs av John Obadiah Westwood 1851. Narope cyllarus ingår i släktet Narope och familjen praktfjärilar. Inga underarter finns listade i Catalogue of Life.